# اجرتون (کانزاس)
اجرتون (به انگلیسی: Edgerton) شهری در ایالت کانزاس کشور ایالات متحده آمریکا است که جمعیت آن در سرشماری سال ۲۰۱۰ میلادی، ۱٬۶۷۱ نفر بوده‌است.